# Видеосемантика
Видеосемантика — краткое логическое изложение видеоинформации путём разложения её на семантические единицы (видеосюжеты), каждый из которых имеет свой законченный смысл, отличающийся от предыдущего и последующего видеосегмента. Это особое направление видеоаналитики — так называемая гибкая видеоаналитика, не имеющая жестких параметров и точной формализации.

## Назначение и особенности
Видеосемантика отслеживает характерные черты видеоконтента в результате анализа статистических изменений, таким образом, осуществляется селекция видео-событий по их смысловому отличию. Семантика в языкознании изучает смысл единиц языка, а в видеоаналитике изучает смысл единиц видеособытий. И там, и там — это набор знаний, объединенных между собой определенными соотношениями.
Видеосемантика базируется на большом наборе различных типов видеодетекторов, изучающих свойства объекта (его размеры, соотношения сторон, цветовую гамму, направление движения, скорость, частоту движений, параметры изменений…). Все эти характеристики связаны между собой математическими соотношениями, основанными на закономерностях поведения различных типов объектов.
Отсутствие жестко заданных параметров и точной формализации защищает от помех, так как они включаются в общий анализ и вычитаются сами из себя в результате разности статистических изменений.
Видеосемантика позволяет разграничивать события по их отличительным признакам, что дает возможность автоматизировать многие процессы, связанные с поиском видеоконтента в длительных записях или в режиме реального видеонаблюдения.
Видеосемантика раскладывает видеопоследовательность на смысловые единицы. Дополнительные программы могут выделять ту часть смысловой единицы, который полностью характеризует весь фрагмент. И, в итоге, вместо монотонной видеозаписи получается разделенный на короткие фрагменты видеоряд, вмещающий в себе смысл всей записи в удобном для восприятия любым, даже неподготовленным человеком, виде.

## Практическое применение
Видеоаналитика и видеосемантика наиболее часто используются в следующих задачах:
- В охранном видеонаблюдении сокращение поступаемой информации до значимых видеособытий;
- запись видеороликов в системах видеонаблюдения по тревоге, где тревога объявляется при резком изменении содержания кадра или контролируемых зон внутри кадра;
- создание видеосинопсиса, то есть краткого содержимого длинного видеоряда в системах видеонаблюдения;
- в мобильном видеонаблюдении, где требуется краткая событийная передача всего происходящего перед удалёнными камерами;